# Johan Elers (1758–1831)
Johan Elers, född 12 december 1758 i Karlskrona, död 31 mars 1831 i Karlskrona, var en svensk borgmästare, riksdagsledamot och politiker.

## Biografi
Johan Elers föddes 1758 i Karlskrona och var son till borgmästaren Mathias Elers och Anna Maria Lund. Han blev 1772 student vid Uppsala universitet och blev 1782 protokollsekreterare. Elers blev assessor i kommerskollegium 1799 och politieborgmästare i Karlskrona 1801. Han senare fick kommerseråds titel. Elers avled 1831 i Karlskrona.
Elers var riksdagsledamot för borgarståndet i Karlskrona vid urtima riksdagen 1810.
Elers gifte sig 1809 med Charlotta Cecilia Gyllenskepp.